# 佐伯インターチェンジ (大分県)
佐伯インターチェンジ（さいきインターチェンジ）は、大分県佐伯市大字上岡にある東九州自動車道のインターチェンジである。佐伯ICから延岡方面は新直轄方式での建設に変更されたため、有料道路区間は直前の佐伯本線料金所（さいきほんせんりょうきんしょ）も含めて一旦ここで途切れる。本項では同料金所についても記述する。
2008年（平成20年）6月28日にチャレンジ！おおいた国体の開催に合わせて開通した。また、当初計画（同年9月30日を予定していた）より早期に開通したため、同年10月14日まで、津久見IC - 佐伯IC間で早期開通割引が実施されていた。
また、佐伯本線料金所には大分県警察高速道路交通警察隊の佐伯分駐隊が併設されている。

## 歴史
- 1997年（平成9年）12月：津久見IC - 佐伯IC間に施行命令
- 2001年（平成13年）10月：着工
- 2006年（平成18年）12月18日：津久見IC - 佐伯IC間の区間について国土交通大臣より土地収用法に基づく事業認定が公示される[告示 1]
- 2008年（平成20年）6月28日：午前中に開通式を挙行。15時に津久見IC - 佐伯IC間開通に伴い供用開始[1]。佐伯文化会館前の駐車場とコスモタウンフリーモール佐伯では記念イベントが実施され、広瀬勝貞大分県知事や東国原英夫宮崎県知事（当時）、延岡市の住民約400名など計約1,400名が参加。
- 2011年（平成23年）2月3日：高速自動車国道東九州自動車道新設工事（大分県佐伯市大字上岡から宮崎県延岡市北川町長井まで）ならびにこれに伴う二級河川および市道付替工事について国土交通大臣より土地収用法に基づく事業認定が公示される[告示 2]。
- 2014年（平成26年）2月8日：佐伯IC - 蒲江IC間の「佐伯トンネル」が貫通[PR 1]。同トンネルは東九州自動車道（宮崎 - 北九州間）で最後のトンネル貫通となり、平成元年の最初のトンネル貫通から、東九州自動車道は2014年2月までに26年間で67本のトンネルが貫通しているが、今回が最後の68本目となる[PR 1]。
- 2015年（平成27年）
  - 2月19日：佐伯IC - 蒲江IC間で報道関係者を対象にした現地見学会が開催[2][3]。
  - 3月21日：佐伯IC - 蒲江IC間開通[4][PR 2][PR 3]。

## 周辺
- 佐伯市街
  - コスモタウンフリーモール佐伯
  - 佐伯市役所
  - 番匠川
  - 佐伯城
  - 佐伯消防署
  - 佐伯警察署
  - 大分県立佐伯鶴岡高等学校
  - 大分県立佐伯豊南高等学校
  - 大分県立佐伯鶴城高等学校
  - 上岡駅（JR九州・日豊本線）
  - 佐伯港
- 道の駅やよい

## 接続する道路
- 直接接続
  - 大分県道36号佐伯津久見線
- 間接接続
  - 国道10号
  - 国道217号（佐伯弥生バイパス）

## 佐伯本線料金所
- ブース数：4

### 大分道・速見IC方面
- ブース数：2
  - ETC専用：1
  - ETC/一般：1

### 延岡・宮崎方面
- ブース数：2
  - ETC専用：1
  - 一般：1

## 隣
E10 東九州自動車道
(17) 津久見IC - 佐伯弥生PA - (18) 佐伯IC/TB - (18-1) 佐伯堅田IC - (19) 蒲江IC / かまえインターパーク

#### 告示
1. ↑  国土交通省告示第千四百九十九号 - 国土交通省 平成十八年十二月十八日
2. ↑  国土交通省告示第八十二号 - 国土交通省 平成二十三年二月三日

#### 広報資料・プレスリリースなど一次資料
1. 1 2  九州地方整備局 - 東九州道（北九州～宮崎間）で最後のトンネルが貫通
2. ↑  東九州自動車道 佐伯IC〜蒲江ICが平成26年度に開通します - 国土交通省九州地方整備局（平成25年12月25日閲覧）
3. ↑  東九州自動車道 佐伯IC-蒲江IC 開通のお知らせ 〜大分市と宮崎市が高速道路でつながります!!〜 - 国土交通省 九州地方整備局 記者発表資料 平成27年1月15日